# Паклене улице 5
Паклене улице 5 (енгл. Fast Five, Fast & Furious 5), познат и као Паклене улице 5: Пљачка у Рију (енгл. Fast & Furious 5: Rio Heist), амерички је акциони филм о уличним ауто-тркама из 2011. године. Наставак је филма Паклене улице 4 (2009) и пети је део истоименог филмског серијала. У главним улогама су Вин Дизел, Пол Вокер, Џордана Брустер, Тајрис Гибсон, Крис Бриџис, Мет Шулц, Сунг Канг, Двејн Џонсон и Жоаким де Алмеида. Филм прати Доминика Торета (Дизел), Брајана О’Конера (Вокер) и Мију Торето (Брустерова) који планирају да украду 100 милиона долара од корумпираног бизнисмена Хернана Рејеса (де Алмеида), док агент Лук Хобс (Џонсон), из дипломатске безбедносне службе, жели да их ухапси.
Филм је најпре реализован у Аустралији 20. априла 2011, а тек онда у Сједињеним Државама 29. априла исте године. Филм је остварио финансијски успех, оборивши рекорде за најуспешнији премијерни викенд у априлу и други најуспешнији пролећни премијерни викенд, а такође је заменио свог претходника као најуспешнији филм у серијалу. Широм света је зарадио преко 626 милиона долара, што га је учинило седмим најуспешнијим филмом из 2011. године. 
Примио је углавном позитивне критике од стране критичара, који су похвалили комбинацију комедије и акционих сцена, неки су га сматрали најбољим филмом из серијала. Међутим, у филму је највише похваљена Џонсонова улога коју су критичари навели као најбољи део филма, а посебно су истакли да су најбољи моменти филма били управо они у којима су се појавили он и Дизел. Упркос позитивним оценама, многи су критиковали време трајања филма, сматрајући га предугим, као и третман према женама у филму. Јужноамерички гледаоци су критиковали приказивање Рио де Жанеира као уточиште за трговину дрогом и корупцију, сматрајући га „стереотипичним”. Наставак, Паклене улице 6, премијерно је приказан 2013. године.

## Радња
Пратећи дешавања из Паклених улица 4, када је Доминик превожен аутобусом у у Федерални затвор у Ломпоку, Мија и Брајан су преводили напад на аутобус, изазвали су несрећу у којој се аутобус преврнуо и успешно је ослобођен Доминик. Док су их власти тражиле, трио је побегао у Рио де Жанеиро, Бразил. Чекајући Домиников долазак, Мија и Брајан се придружују њиховом пријатељу Винсу (Мет Шулц) и осталим учесницима у послу који је захтевао крађу 3 аутомобила из воза. Посао креће наопако када Брајан и Мија открију да су у возу агенти Управе за сузбијање дроге и да су аутомобили у ствари одузета имовина. Када је Доминик стигао са остатком учесника, схвата да један од њих, Зизи заинтересован само за 1 аутомобил: Форд GT40. Доминик је осигурао Миу тако што ју је ослободио из воза са баш тим аутомобилом. Доминик и Брајан су остали да се боре са Зизијем и његовим људима. На крају Зизи убија агенте Управе за сузбијање дроге који су дошли да провере шта се дешава у купеу где су се налазили аутомобили. Брајан и Доминик су заробљени и доведени до криминалца Хернана Рејеса (Жоаким де Алмеида), власника тих аутомобила и Зизијевог шефа, који је наредио да њих двојица буду детаљно испитани о томе где се аутомобил налази. Међутим, они успевају да побегну и дођу до места на сигурном где их је чекала Мија.
Доминик, Брајан и Мија су окривљени за убиство агената Управе за сузбијање дроге и агент Америчке дипломатске безбедносне службе, Лук Хобс (Двејн Џонсон) и његов тим долазе у Рио да их ухвате. Док Брајан, Доминик и Мија прегледају аутомобил да открију његову важност, Винс пристиже и открива се да он ради за Рејеса, када је скинуо компјутерски чип са аутомобила. Доминик приморава Винса да оде и након што су истражили чип, Брајан је открио да чип садржи детаље о Рејесовом криминалном царству, заједно са локацијама 100 милиона долара у кешу и направили су план да му украду сав новац како би започели нови живот. Трио организује тим који ће обавити пљачку. Регрутују Хана, Романа, Тежа, Леа, Сантоса, Жизел и Винса. Хобс и његов тим напокон хапсе Доминика, Миу, Брајана и Винса. Док су их превозили на аеродром да би их изручили у Сједињене Америчке Државе, конвој је нападнут од стране Рејесових људи. У том нападу цео Хобсов тим и Винс су убијени. Хобса спасавају Доминик, Брајан и Мија који се супротстављају Рејесовим људима и беже. Тражећи освету за свој убијени тим, Хобс и Елена Невес (Елза Патаки) се слажу да помогну у пљачки.
Екипа проваљује у полицијску станицу где је Рејес чувао свој новац у сефу. Брајан и Доминик су ишчупали сеф из зида полицијске станице својим колима и вукли га по целом граду, док их је полиција јурила. Верујући да неће моћи да побегну од полиције, Доминик је натерао Брајана да настави без њега, зато што ће Брајан ускоро постати отац, а Доминик је остао са сефом да се бори са полицијом да би дошао до Рејеса, уништавајући њихова возила са сефом. Брајан се враћа да убије Зизија, док је Рејес тешко повређен када се његов џип сударио са сефом који је Доминик вукао. Хобс пристиже на место збивања и убија Рејеса. Хобс одбија да пусти Доминика и Брајана, али је невољан да ухапси тим, даје им 24 сата да побегну. Екипа је поделила Рејесов новац. Доминик је оставио Винсов део његовој породици и сви су отишли на различите стране. У сцени после одјавне шпице, агент Моника Фуентес (Ева Мендес) даје специјалан фајл Хобсу у вези са пљачком војног конвоја у Берлину. У фајлу, Хобс открива скорашњу фотографију Лети (Мишел Родригез), за коју се претпостављало да је мртва, и то нам открива да је она преживела догађаје у претходном филму Паклене улице 4.

## Улоге
| Глумац            | Улога                              |
| ----------------- | ---------------------------------- |
| Вин Дизел         | Доминик Торето                     |
| Пол Вокер         | Брајан О’Конер                     |
| Џордана Брустер   | Мија Торето                        |
| Двејн Џонсон      | Агент Лук Хобс                     |
| Жоаким де Алмеида | Хернан Рејес                       |
| Тајрис Гибсон     | Роман Пирс                         |
| Мет Шулц          | Винс                               |
| Сунг Канг         | Хан Луе                            |
| Крис Бриџис       | Теџ Паркер                         |
| Елза Патаки       | Елена Невес                        |
| Гал Гадот         | Жизел Јашар                        |
| Мајкл Ирби        | Зизи                               |
| Дон Омар          | Рико Сантос                        |
| Тего Калдерон     | Тего Лео                           |
| Ева Мендес        | Моника Фуентес (камео)/непотписана |
| Мишел Родригез    | Лети Ортиз/на фотографијама        |